# Algot Lange (upptäcktsresande)
Algot Lange, ursprungligen Åke Mortimer Lange, född 10 maj 1884 i Stockholm, död 21 februari 1961 i New York, var en svensk upptäcktsresande och författare som skrev om Amazonfloden. 1904 emigrerade han till New York. Mellan 1908 och 1910 var han fotograf vid patologiska institutionen vid Manhattans delstatssjukhus. År 1912 levde han i Brooklyn, New York. 1915 blev han amerikansk medborgare.
Han var son till operasångaren Algot Lange och författaren Ina Lange.

## Utgivning
- In the Amazon jungle: adventures in remote parts of the upper Amazon river (1912) med J. Odell Hauser och Frederick Samuel Dellenbaugh
- The lower Amazon: a narrative of explorations in the little known regions (1914) [4]